# Tatort: Bermuda
Bermuda ist ein Fernsehfilm aus der Kriminalreihe Tatort. Der vom Westdeutschen Rundfunk unter der Regie von Manfred Stelzer produzierte Film wurde am 14. September 2003 im Ersten Programm der ARD ausgestrahlt. Es ist der 26. Fall des Kölner Ermittler-Teams Ballauf und Schenk und die 540. Tatortfolge.

## Handlung
Am Kölner Rheinufer wird Barbara Sylvester erstochen aufgefunden und es sieht nach einem Raubmord aus. Als Ballauf und Schenk zum Fundort gerufen werden, erkennt Schenk in der Frau die Chefin seines Bekannten Wolf-Dieter Lachner, der in dem Autohaus der Toten als Ausbildungsleiter arbeitet. Schenk weiß auch, dass sie seit einem halben Jahr Witwe ist, da ihr Mann bei einem Autounfall ums Leben gekommen ist. Im Haus der Toten hat offensichtlich ein Einbruch stattgefunden und die Verwüstungen und Schmierereien an den Wänden lassen auf einen Racheakt schließen. Als Ballauf und Schenk das Autohaus aufsuchen, erfahren sie schnell, dass sie mit Lachner ein Verhältnis hatte und dass sich die beiden gestern arg gestritten hatten. Ansonsten sei Lachner ein recht sozialer Mensch, der sich gerade um den straffällig gewordenen Jugendlichen David Brunner kümmert, der im Rahmen der Resozialisierung eine Lehre in dem Autohaus macht. Da Lachner selber auf der Flucht zu sein scheint, macht ihn das zunächst verdächtig. Später stellt sich heraus, dass er sich und einige Unterlagen der Firma vor einer dänischen Automafia in Sicherheit bringen wollte.
Die Ermittler versuchen herauszufinden, wen das Opfer zuletzt getroffen hatte. Eine Notiz führt zu einem Lokal. Dort hatte Barbara Sylvester offensichtlich auf jemanden gewartet, der allerdings nicht gekommen war. Da Franziska herausfindet, dass das Opfer eine Tochter hat und diese in einem sozialen Wohnprojekt wohnt, sehen sich Ballauf und Schenk dort um. Überraschenderweise treffen sie dort David Brunner, der zusammen mit Winifred Sylvester, Marlott und Philipp Rabe in dieser WG, dem „Bermuda“, wohnt. Von ihm erfahren sie, dass Winifreds Verhältnis zu ihrer Mutter so angespannt war, dass sie von ihrer Familie nichts mehr wissen wollte und ausgezogen war. Ihre Mutter versuchte seit Kurzem, sich mit ihr zu versöhnen, damit sie wieder zurück nach Hause kommt. Ansonsten sind die vier Jugendlichen darum bemüht, ihr Leben in den Griff zu bekommen. Sie verstehen sich alle sehr gut und Winifred hat kein Verlangen danach, wieder in ihr nobles Elternhaus zurückzugehen. Hier sind sie auf sich gestellt und lediglich ihr Erzieher, Micha Kramer, kommt einmal pro Woche kurz vorbei. Offensichtlich haben Winifred und Marlott ein sehr enges Verhältnis zueinander. In ihrer Freizeit treffen sie sich mit fremden Männern, denen sie ausgedachte Leidensgeschichten erzählen. Während die Männer voller Mitleid Winnie zuhören, werden sie von Marlott um ihre Geldbörsen erleichtert.
David Brunner stand kurz vor seiner Entlassung, da er sich öfter Kundenautos „ausgeliehen“ und seine Chefin sogar bedroht hatte, als diese dahintergekommen war. Für die Tatzeit gibt er an, im „Bermuda“ gewesen zu sein, was seine Mitbewohner bestätigen. Auch ihr Erzieher Michael Kramer gerät in den Kreis der Verdächtigen, da die Ermittler herausfinden, dass er Winnies Vater mit seinem Wissen über dessen Missbrauch seiner Tochter erpresst hatte.
Nachdem Blutspuren an einem Messer aus dem „Bermuda“ gefunden werden und solch ein Messer eindeutig die Mordwaffe war, wollen Ballauf und Schenk Kramer verhaften. Als sie jedoch zu der WG kommen, finden sie den Verdächtigen erstochen auf dem Außengelände. David wird daraufhin festgenommen und die Jugendlichen werden voneinander getrennt. Ihre Aussagen wirken so perfekt aufeinander abgestimmt, dass die Ermittler hoffen, durch die Trennung das Bündnis der Vier zu durchbrechen. Da Winnie zukünftig ihr Elternhaus gehört, bringt Ballauf sie dorthin und lässt sie allein. Schenk findet inzwischen heraus, dass David kilometerweit vom Tatort entfernt war, und mit diesem Alibi scheidet er als Verdächtiger aus. Die Kommissare greifen zu einer List und erklären den Jugendlichen, dass das „Bermuda“ demnächst geschlossen werden würde und sie dadurch endgültig getrennt würden. Für Marlott wäre das die größte Katastrophe, da sie wie eine Klette an Winnie hängt. Sie geht daraufhin zu Winnie in die Villa. Beide reden viel miteinander und dabei gesteht sie ihrer Freundin die Morde. Sie wollte nicht zulassen, dass Winnies Mutter sie von ihr wegholen wollte. Ihr Erzieher hatte vor, Winnie aus der Gruppe zu nehmen, da sie eigentlich gar nicht dorthin gehörte. Sie meint, sie hätte es nur für sie beide getan. Ballauf und Schenk kommen dazu und nehmen Marlott fest.

## Hintergrund
Bermuda wurde von Colonia Media im Auftrag des WDR  produziert. Die Dreharbeiten erfolgten in Köln und Umgebung.

## Rezeption

### Einschaltquoten
Bei seiner Erstausstrahlung am 14. September 2003 wurde die Folge Bermuda in Deutschland von 7,10 Millionen Zuschauern gesehen, was einem Marktanteil von 26,10 Prozent entsprach.

### Kritiken
Rainer Tittelbach von tittelbach.tv meint zu diesem Tatort: „Ein beliebtes Thema, erzählt als klassischer Whodunit, bei dem man zwischendurch vor lauter Beziehungszwist und Lolita-Touch schon mal vergessen kann, was hier ermittelt wird. Damit der Zuschauer wieder den roten Faden findet, muss eine zweite Leiche her in diesem Krimi, dessen Drehbuch nicht gerade ein Meisterstück ist. Manfred Stelzer hat dafür die Geschichte in einem recht stimmigen Düster-Look inszeniert. Und auch die jungen Schauspieler, allen voran Marie-Luise Schramm, machen das Beste aus der Vorlage.“
Die Kritik bei Kino.de fällt verhalten aus: „Genauso düster wie die Charaktere ist dabei die Ausleuchtung der WG-Enklave. Daher tut es auch der Spannung keinen Abbruch, dass das Drehbuch in der Verfolgung der Vielzahl von Verdächtigen etwas sprunghaft erscheint und das Ende nicht völlig überraschend kommt.“
Bei Moviesection.de vergibt Stefanie Rufle vier von fünf möglichen Sternen und meint, bei diesem sozialkritischen Krimi vermeide es der Regisseur „bei seiner Inszenierung, die üblichen Klischees abzufrühstücken, in Sentimentalitäten oder Plattitüden abzugleiten, sondern setzt vielmehr auf nuancierte und manchmal fast schon lapidare Dialoge und eine absolut gekonnte Kameraarbeit. […] Auch wenn ‚Bermuda‘ an manchen Stellen etwas überkonstruiert wirkt und die Auflösung auch nicht gänzlich überraschend kommt, ist dieser Kölner ‚Tatort‘ doch eindeutig einen Blick wert.“
Die Kritiker der Fernsehzeitschrift TV Spielfilm urteilen: „Die Jungdarsteller stehlen den ‚Alten‘ die Show.“

## Trivia
Als Ballauf und Schenk zum Haus der Toten fahren, fragt Ballauf seinen Kollegen: „Sag mal, warum wohnen die meisten Ermordeten eigentlich immer in so noblen Villen?“, worauf Schenk antwortet: „Hast Du schon mal Derrick gesehen? Da sind die Häuser doppelt so groß.“ Die Krimi-Serie Derrick, die in München spielte, lief von 1974 bis 1998 im ZDF und war die meistverkaufte deutsche Serie der Fernsehgeschichte, die in über 100 Ländern ausgestrahlt wurde.
Schenks Dienstwagen ist ein Ford Maverick, wie auch in „Schattenlos“, dieses Mal aber mit anderem Kennzeichen (K-MH 4871).